# 한국의 공포 영화
한국의 공포 영화는 한국 영화 초기부터 존재해왔지만 1990년대 말 들어 이 장르가 회복되었다. 한국의 공포 영화 다수는 혈액, 내장과 같은 것에 초점을 두는 대신 등장인물의 고통에 집중하는 경향이 있다.

## 저명한 영화
- 삼공일 삼공이
- 어느날 갑자기 첫 번째 이야기 - 2월 29일
- 어느날 갑자기 두 번째 이야기 - 네 번째 층
- 어느날 갑자기 세 번째 이야기 - D-day
- 어느날 갑자기 네 번째 이야기 - 죽음의 숲
- 아카시아 (2003년 영화)
- 살아있다
- 남극일기
- 아파트 (영화)
- 아랑 (영화)
- 해변으로 가다
- 검은 집 (2007년 영화)
- 분신사바
- 고양이: 죽음을 보는 두 개의 눈
- 첼로: 홍미주 일가 살인사건
- 신데렐라 (2006년 영화)
- 클로젯
- 방법: 재차의
- 고사: 피의 중간고사
- 고사 두 번째 이야기: 교생실습
- 령
- 사자 (영화)
- 인형사
- 미확인 동영상: 절대클릭금지
- 기담
- 전설의 고향 (2007년 영화)
- 페이스 (2004년 영화)
- 이조괴담
- 귀신이 산다
- 곤지암 (영화)
- 귀문 (영화)
- 헨젤과 그레텔 (2007년 영화)
- 무서운 이야기
- 무서운 이야기 2
- 무서운 이야기 3: 화성에서 온 소녀
- 악마를 보았다
- 거울 속으로
- 섬 (2000년 영화)
- 더 웹툰: 예고살인
- 외톨이 (영화)
- 맨홀 (2014년 영화)
- 랑종
- 장산범
- 소녀괴담
- 므이
- 극락도 살인사건
- 폰 (영화)
- 조용한 가족
- 알포인트
- 찍히면 죽는다
- 레드아이 (영화)
- 분홍신 (2005년 영화)
- 링 (1999년 영화)
- 세이 예스 (영화)
- 쇼미더고스트
- 두 사람이다
- 소름 (2001년 영화)
- 거미숲
- 깊은 밤 갑자기
- 사바하
- 장화, 홍련
- 텔 미 썸딩
- 박쥐 (2009년 영화)
- 쓰리 (2002년 영화)
- 쓰리, 몬스터
- 스승의 은혜 (영화)
- 부산행
- 반도 (영화)
- 하얀 방
- 4인용 식탁
- 곡성 (영화)
- 암전 (2019년 영화)
- 여고괴담 (영화 시리즈)
- 여고괴담
- 여고괴담 두번째 이야기
- 여고괴담 3: 여우계단
- 여고괴담 4: 목소리
- 여고괴담 5: 동반자살
- 화이트: 저주의 멜로디
- 가발 (영화)
- 여곡성 (2018년 영화)
- 요가학원

## 저명한 한국 감독
- 안병기
  - 가위 (영화)
  - 폰 (영화)
  - 분신사바
  - 아파트 (영화)
- 봉준호
  - 괴물 (2006년 영화)
  - 남극일기
- 김동빈
  - 링 (1999년 영화)
  - 레드아이 (영화)
- 김지운 (영화 감독)
  - 장화, 홍련
  - 쓰리 (2002년 영화)
  - 조용한 가족
- 공수창
  - 텔 미 썸딩
  - 알포인트
  - 고사: 피의 중간고사
- 박지형
  - 여고괴담
  - 아카시아 (2003년 영화)
- 유선동
  - 고사 두 번째 이야기: 교생실습